# سعيد كهاني
سعيد كهاني (21 يناير 1981 بنيسابور في إيران - ) هو لاعب كرة قدم إيراني في مركز الوسط. لعب مع نادي أبو مسلم خراسان ونادي استقلال أهواز ونادي بيام وحدت خراسان ونادي شاهين بوشهر ونادي صبا قم.

## وصلات خارجية
- سعيد كهاني على موقع قاعدة بيانات كرة القدم.إي يو (الإنجليزية)